# Piros gyűszűvirág
A piros gyűszűvirág (Digitalis purpurea) az útifűfélék (Plataginaceae) családjába, a Digitalis nemzetségbe tartozó, erdei irtásokon, sík és hegyvidéken előforduló növényfaj. Európa legnagyobb részén megtalálható, az északi részek kivételével. Magyarországon vadon nem fordul elő, azonban kertekben dísznövényként használják. Minden része mérgező.

## Jellemzői
A piros gyűszűvirág kétéves növény, az első évben fejlődnek ki a levelei, a második évben alakul ki a virágos hajtása. Az egész növényt finom szőrök borítják. Szára 50–70 cm magas, egyenes. Levelei durvák, lándzsa alakúak, 20–40 cm hosszúak, nyelük szárnyas. Virágai 3–4 cm hosszúak, lecsüngőek és harang alakúak, a pártatoroknál sötét foltok láthatóak. Virágai a hajtáson azonos oldalon alkotnak fürtöt. Termése toktermés, tojásdad alakú, 1,5 cm hosszú, fekete színű.

## Felhasználás
Az orvoslásban a növény szárított leveleiből kinyert digitoxint alkalmazzák, szívelégtelenség kezelésére. A hatásos és mérgező dózis között kicsi a különbség, ezért digitoxin alkalmazásakor szigorúan követni kell az orvos utasításait, a növény háziszerként nem használható. A mérgezés főbb tünetei: lassú szívfrekvencia (de később szapora szívverést is okozhat), hányinger, hányás, látási zavarok. Halált okozhat.
A növény tartalmaz egy digoxigenin nevű szteroidot is, melyet jelölőanyagként (főként nukleinsavak jelölésére) használnak a molekuláris biológiai kutatásokban.
A piros gyűszűvirágot dísznövényként is termesztik.

## Hasonló vagy rokon fajok
- Rozsdás gyűszűvirág (Digitalis ferruginea)
- Gyapjas gyűszűvirág (Digitalis lanata)
- Kisvirágú gyűszűvirág (Digitalis lutea)
- Sárga gyűszűvirág (Digitalis grandiflora)

## Képek

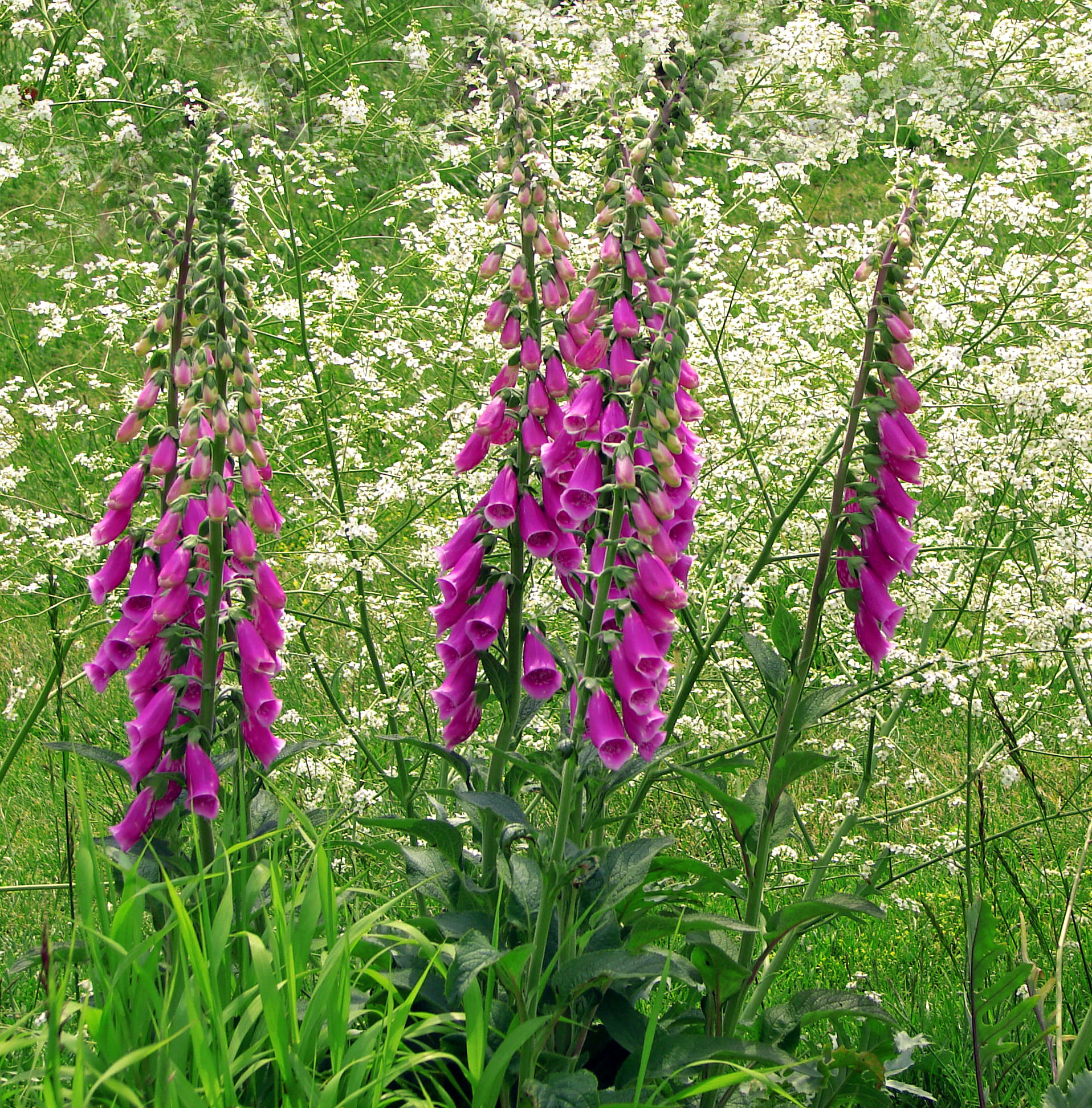
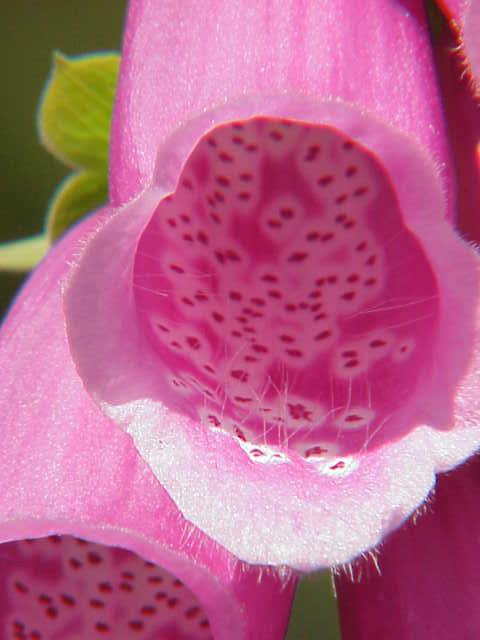
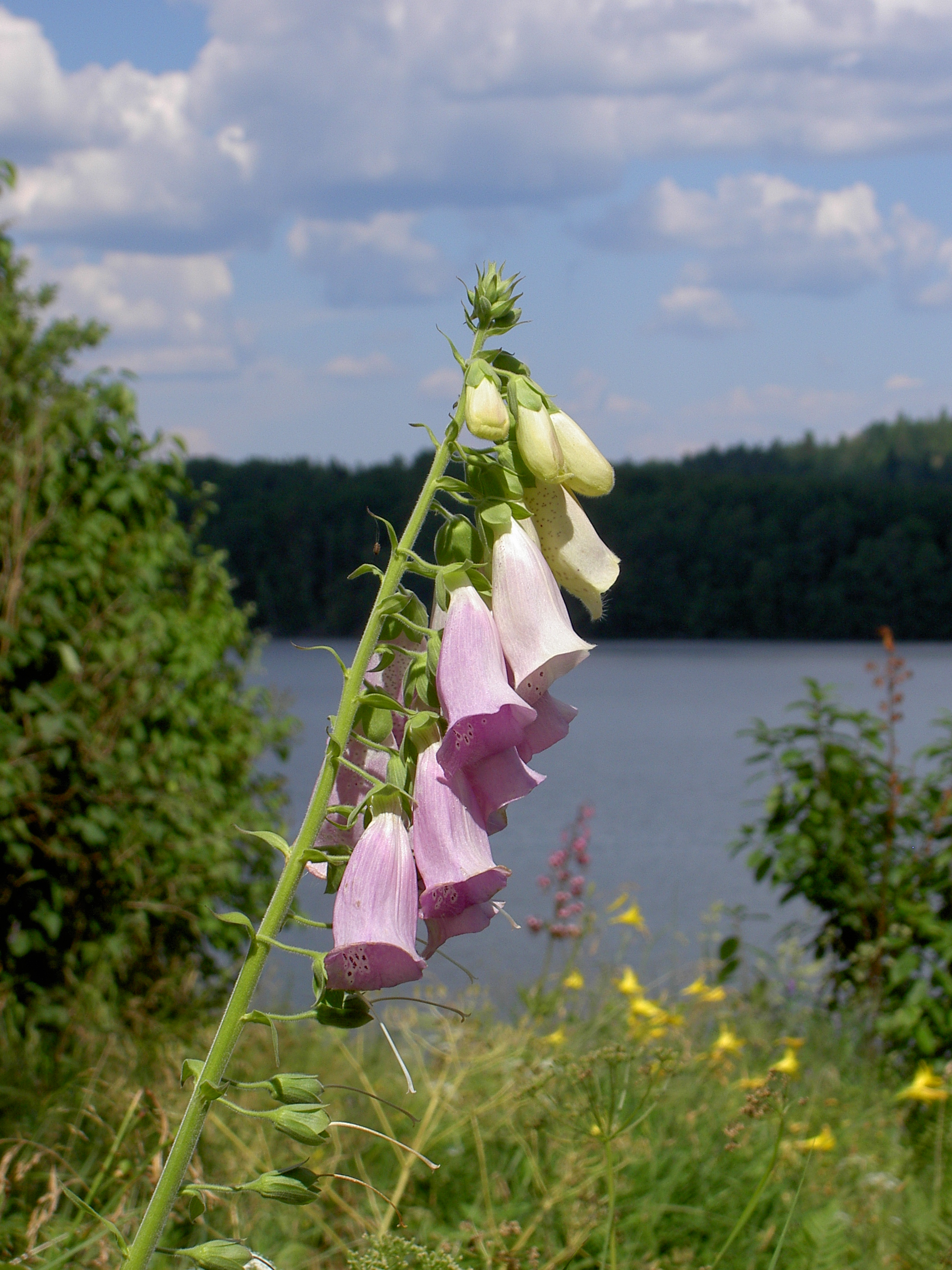
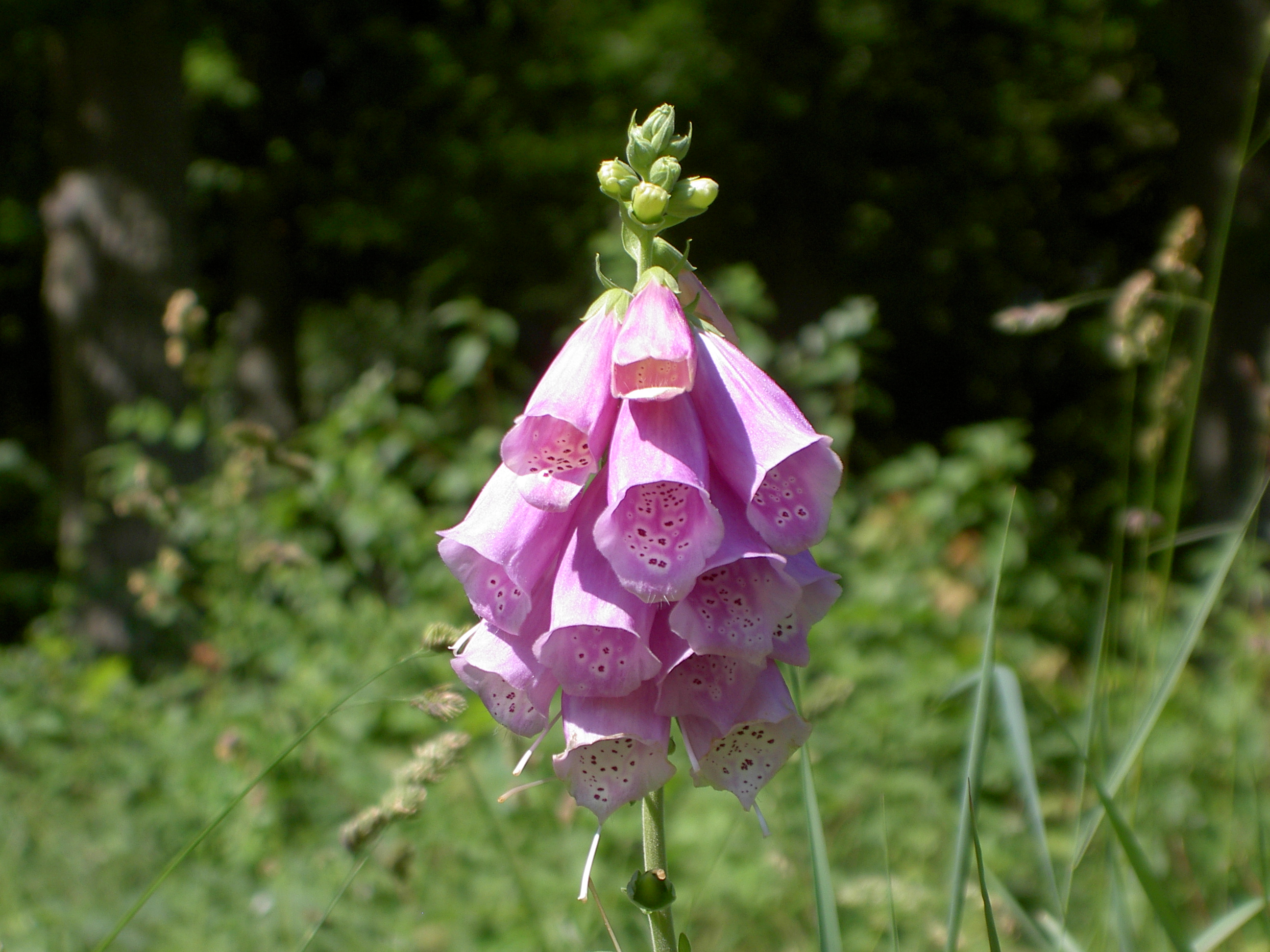
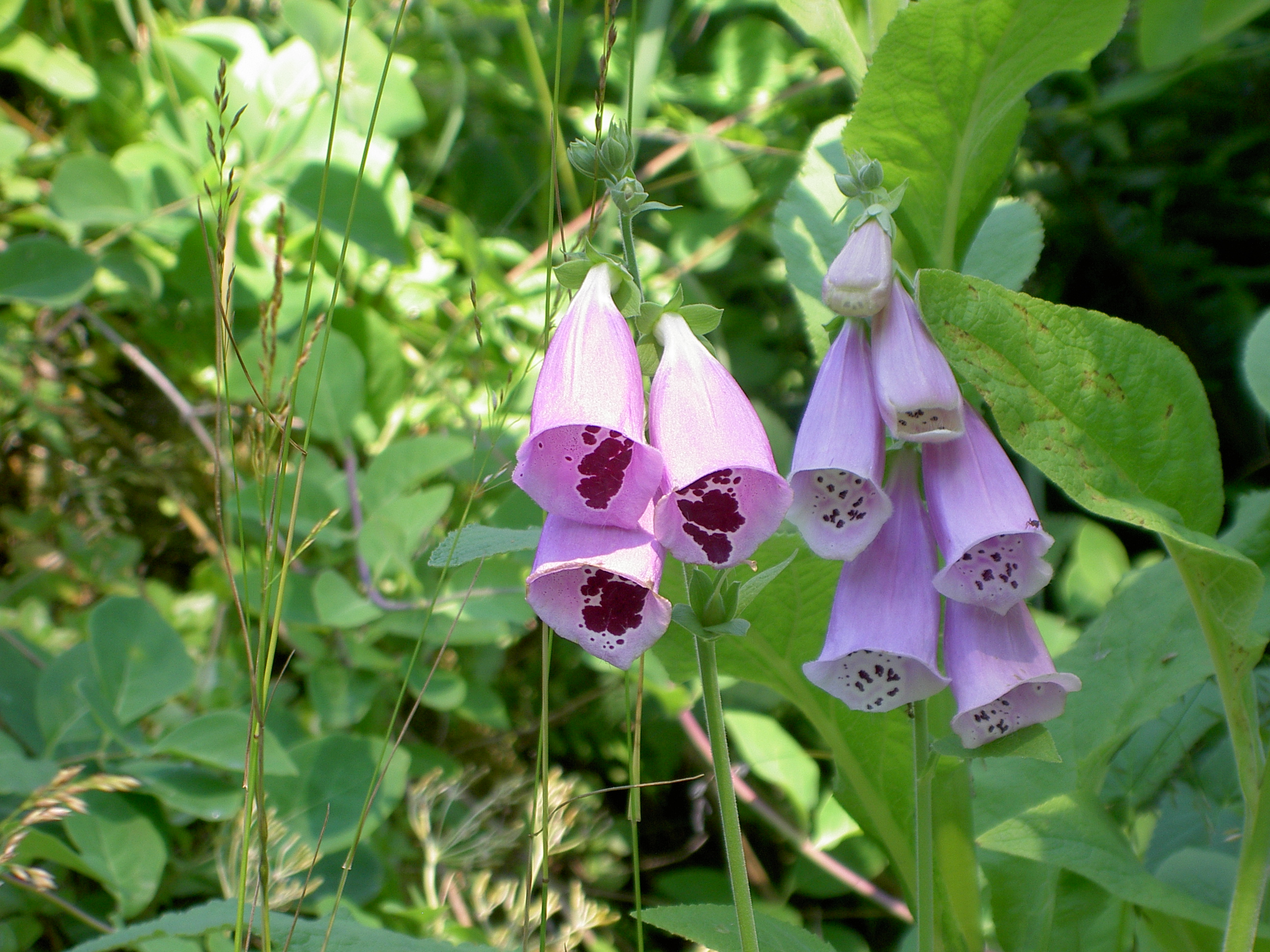
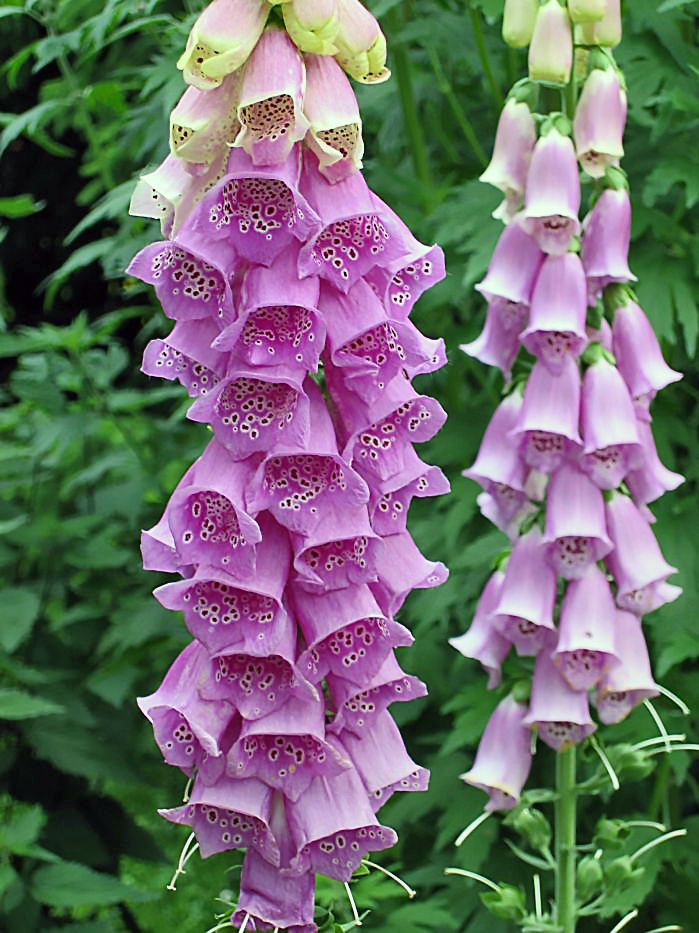
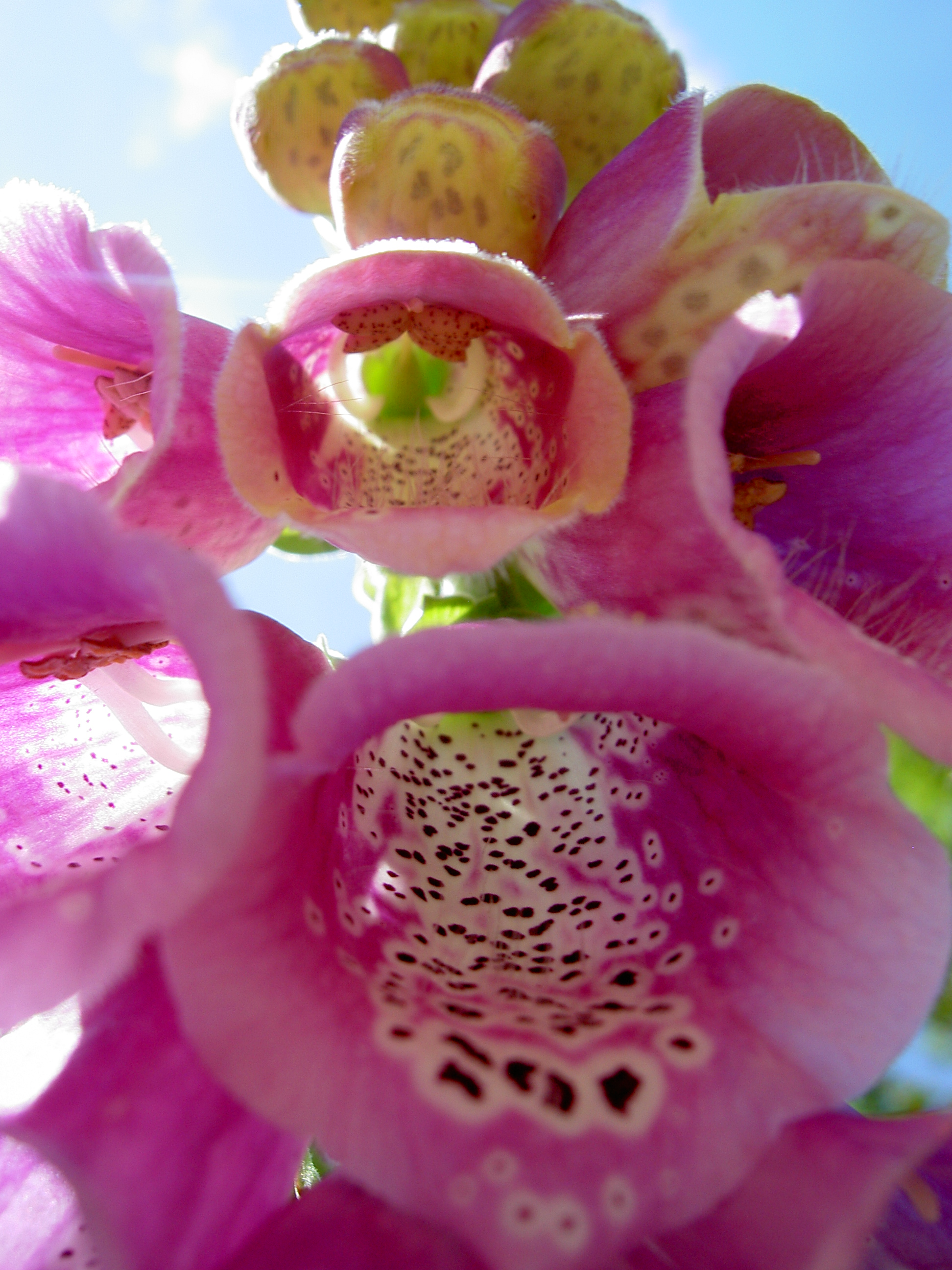
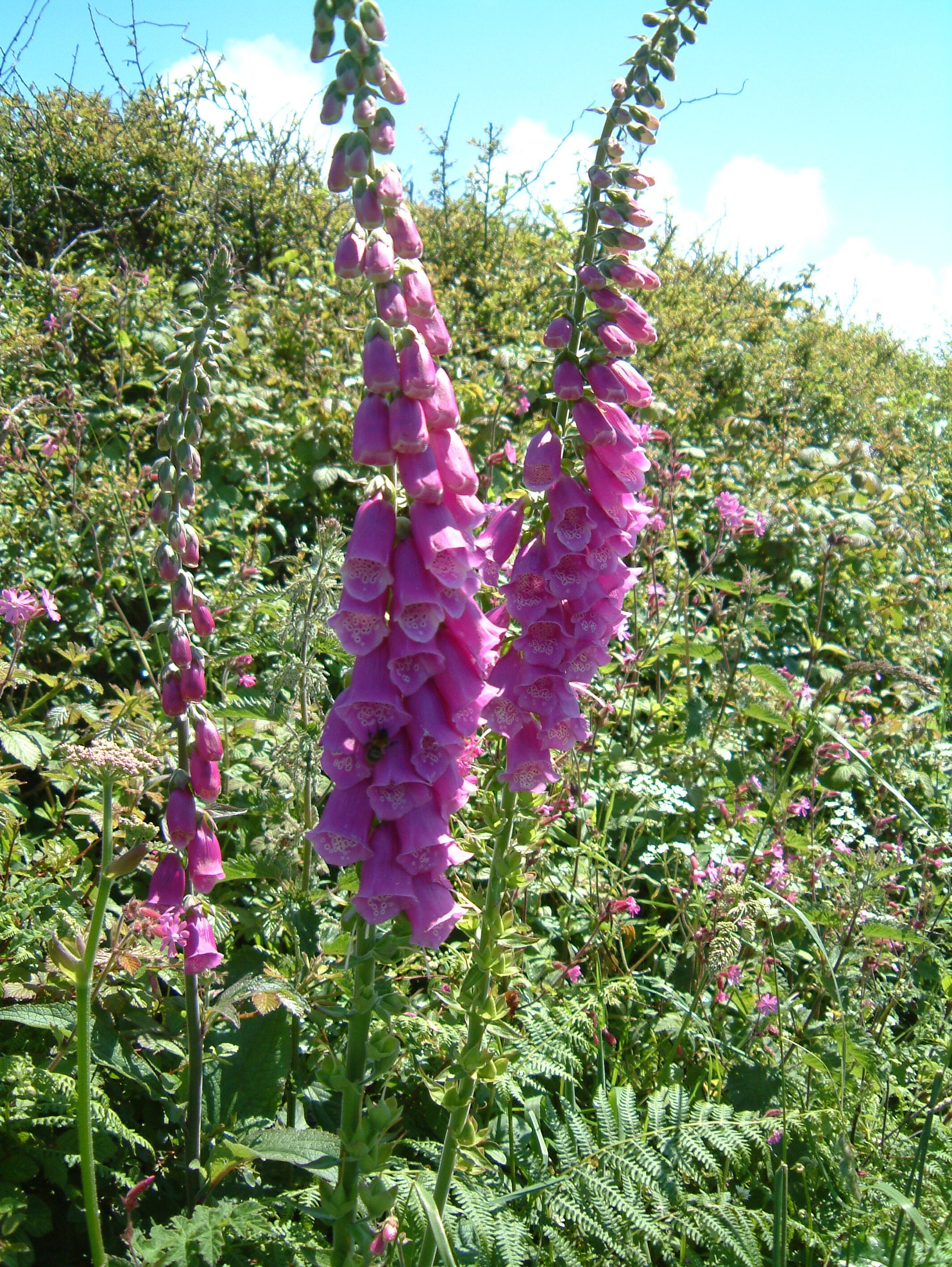

## Védettsége
Magyarországon nem védett.